# Crotalaria durandiana
Crotalaria durandiana är en ärtväxtart som beskrevs av Rudolf Wilczek. Crotalaria durandiana ingår i släktet sunnhampor, och familjen ärtväxter. Inga underarter finns listade i Catalogue of Life.